# بلندپروازی بلوند
بلندپروازی بلوند (به انگلیسی: Blonde Ambition) فیلمی محصول سال ۲۰۰۷ و به کارگردانی اسکات مارشال است. در این فیلم بازیگرانی همچون جسیکا سیمپسون، لوک ویلسون، درو فولر، پال وگت، ویلی نلسون، ریچل لی کوک، لری میلر، پنه‌لوپه آن میلر، پپر مکنزی هریس، راین دان ایفای نقش کرده‌اند.